# Луткарско позориште Ал-Арагоз
Луткарско позориште Ал-Арагоз је стари облик египатског луткарског позоришта у коме се користе традиционалне лутке за руку. Представе овог позоришта у Египту некада су биле изузетно популарне. Изводиле су их трупе путујућих извођача, који су се селили са једне народне прославе на другу. Међутим, када су ове представе почеле да нестају, извођачи и њихови помоћници трајно су се настанили, углавном у Каиру. Данас је извођење представа позоришта Ал-Арагоз угрожено услед промена друштвених, политичких, правних и културних околности, као што су закони који се тичу јавних скупова, пораст верског радикализма, опште смањење интереса међу младима, док су активни извођачи људи у већ поодмаклим годинама.
Године 2018. Луткарско позориште Ал-Арагоз уврштено је на Унескову Репрезентативну листу нематеријалног културног наслеђа човечанства.

## Назив
Ал-Арагоз је име добио по главнм лику, лутку Арагозу, чији је препознатљиви глас створен модификатором гласа. Постоји више теорија о пореклу његовог имена, као и о настанку самог позоришта:
- Поједини научници Арагоза често поистовећују са Карађозом, ликом из турског позоришта сенки. Заговорници ове теорије верују да су га заправо донели каравани у периоду између 15. и 17. века.[2]
- Други тврде да име ове дрвене лутке потиче од имена везира Каракоша, који је живео током Саладинове владавине у Египту, а који је био познат по својој грубости и лошем расуђивању. Арагоз, главни јунак овог покретног позоришта лутака, био је савршено средство за критике и изругивање влади, политици и социјалном статусу, како током везирове владавине, тако и касније.
- Према трећој теорији име Арагоз вуче корене још из времена Старог Египта и настало је од речи Ара, што значи „чинити“ и речи Гоз са значењем „речи“.[3]

## Историја
Ал-Арагоз је традиционална дрвена лутка за руку. У Египту се појавила током Фатимидове ере. У историјским изворима није забележено порекло ове лутке. Према неким изворима, Арагоз је у Египат стигао у периоду између 15. и 17. века са караванима. Други тврде да је настао у Египту, да је ова традиција стара више стотина година и да је његово постојање уско повезано са древним фестивалима. У почетку је ова врста уметности била привилегија владара и друштвене елите, али је током година постала доступна свим друштвеним класама и постала нераздвојни део прославе рођендана пророка Мухамеда, празника познатог као Моулид Ел-Наби. Постала је веома популарна у Египту јер је одражавала политичку, културну и економску ситуацију у друштву кроз лутке које су се појављивале у различитим облицима и улогама.
Ал-Арагоз је током 80-их био једна од незаобилазних забава на дечјим рођенданима. Појавом анимираних емисија на телевизији популарност Ал-Арагоза је почела да бледи.

## Представе
Представе овог луткарског позоришта укључује интеракцију са публиком и нуди комичну и сатиричну забаву на различите теме из свакодневног живота. Током представе луткари су скривени у малој преносивој сцени, док асистент комуницира с луткама и публиком. Извођачи и публика динамично комуницирају, а луткари морају бити вешти у манипулисању и одржавању лутке, као и у импровизацији и музици.
Представе у овом позоришту састоје се најчешће од 18 једночинки чија радња се креће између политике и социјалних питања. Чинови обично започињу певањем, затим следи сукоб и дијалог са публиком. Радња се ослањања на архетипске ликове и једноставну причу са моралном поуком.
Некада су ове представе изводиле путујуће уметничке трупе које су се селиле од једног народног весеља до другог, најчешће током верских празника. Биле су незаобилазан елеменат прославе рођендана пророка Мухамеда. Ове трупе чинили су главни луткар и његов помоћници. Када је интересовање за ове представе почело да јењава извођачи Ал-Арагоза трајно су се населили у градовима, углавном у Каиру.

### Лутке и сцена
Главни ликови у Ал-Арагозу су једноставне лутке за руку, односно гињоли (енгл. puppet, итал. burattino, фр. guignol). Гињол је лутка чије је тело израђено од текстила налик рукавици, на чијем се врху налази дрвена глава (данас се ове лутке израђују од лакших материјала). Луткар покреће лутку руком, тако што се рука стави унутар лутке, а помоћу кажипрста, палца и средњег (или домалог) прста померају се глава и руке. Tрошкови израде лутака за Луткарско позориште Ал-Арагоза нису велики. Потребно је направити лутку и малу преносиву позоришну сцену. Знатно је јефтинија од било које друге уметности. Лутке су у почетку биле израђиване од дрвета, а правили су их сами луткари или столари. Опадањем интересовања за овај вид уметности, малобројни преостали извођачи почели су да дрвене главе замењују пластичним.
Главни лик у представама је лутак Арагоз. На његовој дрвеној глави су велике тамне очи уоквирене црним креоном и бркови. Најчешће је одевен у црвену одећу, носи црвени шешир звани тартур и у руци увек има штап. Арагоз је изванредан спој исламске, европске и древне египатске културе. У комуникацији је оштар, подругљив и својеглав. То је популарни сатирични јунак који користи глупост као своје оружје. Он глуми приглупог човека како би сакрио своју игру и уништио моћника, тиранина или непожељног странца. Арагоз успева тамо где обична особа не може, а гледалац се може идентификовати с њим у замишљеним поставкама. Штап игра суштинску улогу; представља правду коју би обичан човек волео да примењује према моћницима. Осим њега у представама се појављују и његова супруга, полицајац, вратар, лопов, трговац, сељак, службеник и други.
Арагоз има јединствен глас који звучи попут металног звиждука. Такав глас ствара се помоћу модификатора званог ал-амана, металног уређаја који тумач Арагозовог лика држи у устима. Када би чули његов звиждук, људи би се окупљали око мале сцене и на прозорима околних кућа.
Сцена је најчешће једноставна кабина - преносива кутија у којој је скривен луткар, док са публиком комуницира његов помоћник. Међутим, неки луткари путовали су колима која су вукле мазге, па су могли да обезбеде и места за публику и простор за представу.

### Извођачи
Арагозов манипулатор, главни луткар, мора имати велике вокалне способности јер истовремено игра неколико улога, а мора знати и да пева. Арагоз користи језик улице, обогаћен увредама и вулгарностима који су битни комични елементи. Сам језик понекад постаје сатиричан са карикирањем дијалеката Суданаца и Бербера. Гестови се праве од удараца и изненађења. Арагоз погађа или се игра жмурке и понавља ове гестове.
У већини случајева, Арагоза прати глумац-асистент, који игра улогу посредника између ликова на сцени и публике. Често користи неки ритмички инструмент, који користи да би истакао догађаје на сцени или повећао интересовање публике.

### Теме
Представе обрађују различите теме из свакодневног живота, одражавајући актуелну политичку, културну и економску ситуацију у друштву и тиме покривају три главна аспекта живота - религију, политику и друштво. Једна од тема која се понавља је борба против корупције. Кроз све то ове веселе и духовите представе најмлађим гледаоцима шаљу поруке о важности мира и љубави. Иако је ово позориште било прилично популарно међу децом, представе су намењене свим узрастима, јер преносе концепте које могу разумети и одрасли и деца, сваки на различитом нивоу. Њихова суштина је преношење друштвених вредности и етике.

## Угроженост опстанка позоришта
Опстанак Луткарског позоришта Ал-Арагоз угрожен је променама друштвених, политичких, правних и културних околности у Египту. њеног доношења, као што су закони који се тичу јавних скупова и пораст верског радикализма. Такође је смањено и интересовање млађих генерација за ово занимање, па се редовни наступи сада ослањају на мање од десет људи активних извођача, при чему су сви они у годинама. Ипак, древно забавно позориште још увек се бори да опстане на уметничкој сцени. Како би се ова традиција одржала, 2019. године покренут је Фестивал Ал-Арагоз.

### Фестивал Ал-Арагоз
Овај независни фестивал покренуо је Набил Бахгат, оснивач позоришне трупе Вамда, једине која тренутно изводи Ал-Арагоз представе. Бахгат је шеф позоришног одсека на Факултету уметности Универзитета Хелван у египатском граду Хелвану. Последњих 20 година посветио је Ал-Арагозу и оживеo ову древну луткарску традицију, а такође је написао и књигу о постојању Ал-Арагоза у египатском друштву.
Петодневни фестивал има за циљ да прикаже Ал-Арагоз као препознатљив уметнички перформанс, као и да оживи сећање на египатске луткаре ветеране. На првом фестивалу представе су биле бесплатне за публику.

## Културолошки утицај
Лик египатског луткара овековечен је у египатском филму из 1989. године Ал-Арагоз (на енглески преведен као The Puppeteer - Луткар). Главну улогу луткара у филму тумачи чувени глумац Омар Шариф.